# Geratalbrücke Ichtershausen
Die  Geratalbrücke Ichtershausen  ist eine 1121 m lange zweigleisige Eisenbahnüberführung der Neubaustrecke Ebensfeld-Erfurt zwischen den Streckenkilometern 177,754 und 178,875.
Die Balkenbrücke liegt 15 Kilometer südlich von Erfurt. Sie überspannt am südlichen Ende die Gera und nördlichen Ende, am Autobahnkreuz Erfurt, in einem schleifenden Schnitt die Bundesautobahn 71 und die Kreisstraße Molsdorf-Ichtershausen, die wiederum die A 71 überquert (drei Ebenen, siehe Bild). Das Streckengleis liegt in einer Höhe von ungefähr 19 m über dem Talboden.
Die Brücke, einschließlich des Abschnitts entlang der benachbarten Kläranlage, ist der einzige im 23 km langen Bündelungsabschnitt der Strecke, in der Bahnstrecke und Autobahn A 71 nicht in einem Achsabstand von 40 m liegen.
Am 13. Februar 1998 begannen die Bauarbeiten. Die geplanten Kosten lagen bei 26 Millionen Deutsche Mark, die Fertigstellung wurde für das Jahr 2000 erwartet. Das Bauwerk wurde im Jahr 2001 fertiggestellt. Die Kosten betrugen ungefähr 25 Millionen Euro.
Die Brücke kann mit bis zu 280 km/h befahren werden; am nördlichen Ende der Brücke (km 179,0) liegt ein Geschwindigkeitswechsel von/nach Erfurt auf 230 km/h.

## Unterbau

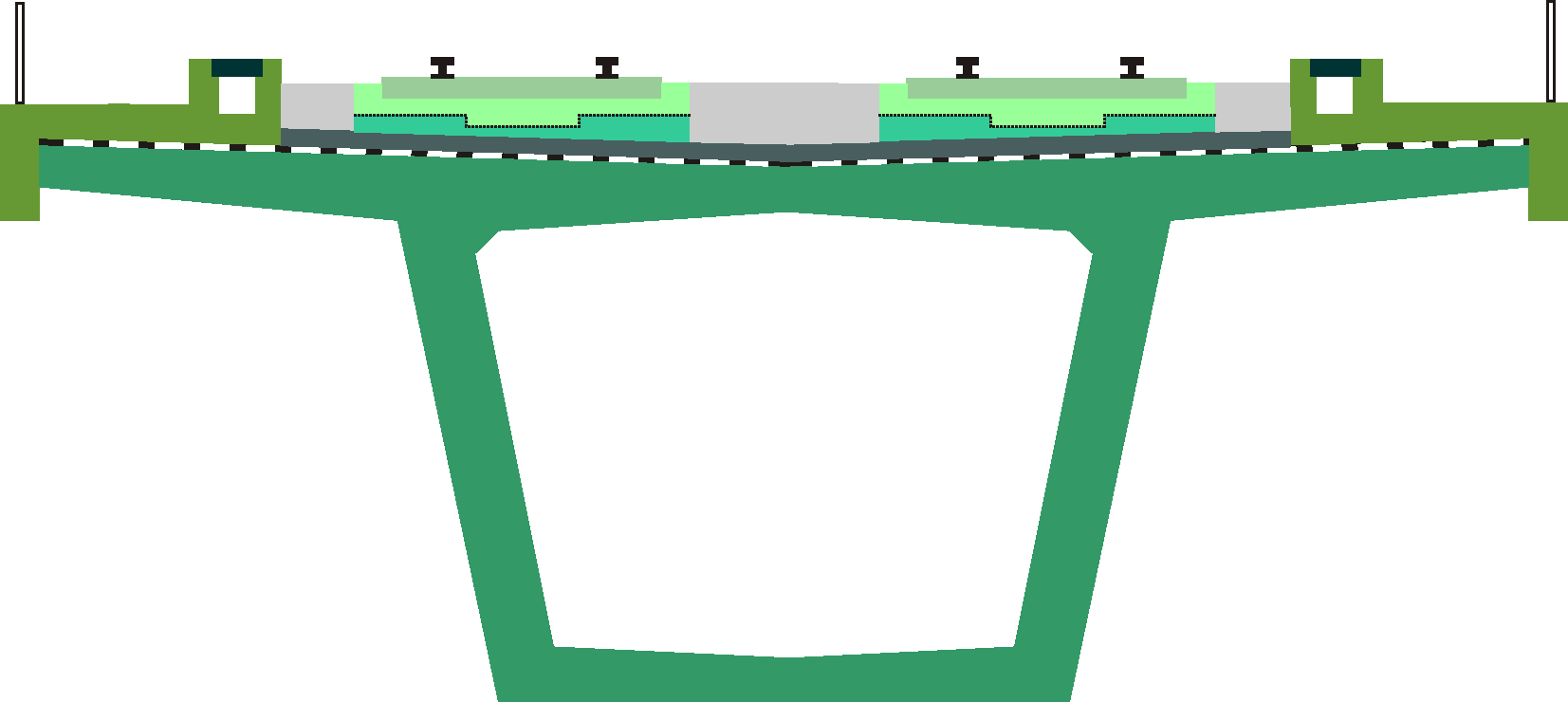
Querschnitt Überbau

Die rechteckigen maximal 15 m hohen Stahlbetonpfeiler haben einen Hohlkastenquerschnitt und verjüngen sich mit einem Anzug von 70:1 nach oben. Nur im Mittelstreifen der A 71 wurde ein massiver Rundpfeiler angeordnet. Die Längskräfte aus dem Überbau infolge Bremsen werden von je einem Träger über eine Stütze in den Baugrund abgetragen. Die Widerlager und Pfeiler sind auf Pfahlkopffundamenten mit Großbohrpfählen gegründet. Die Pfähle haben einen Durchmesser von 1,5 m und eine Länge von 10 bis 20 m.

## Überbau

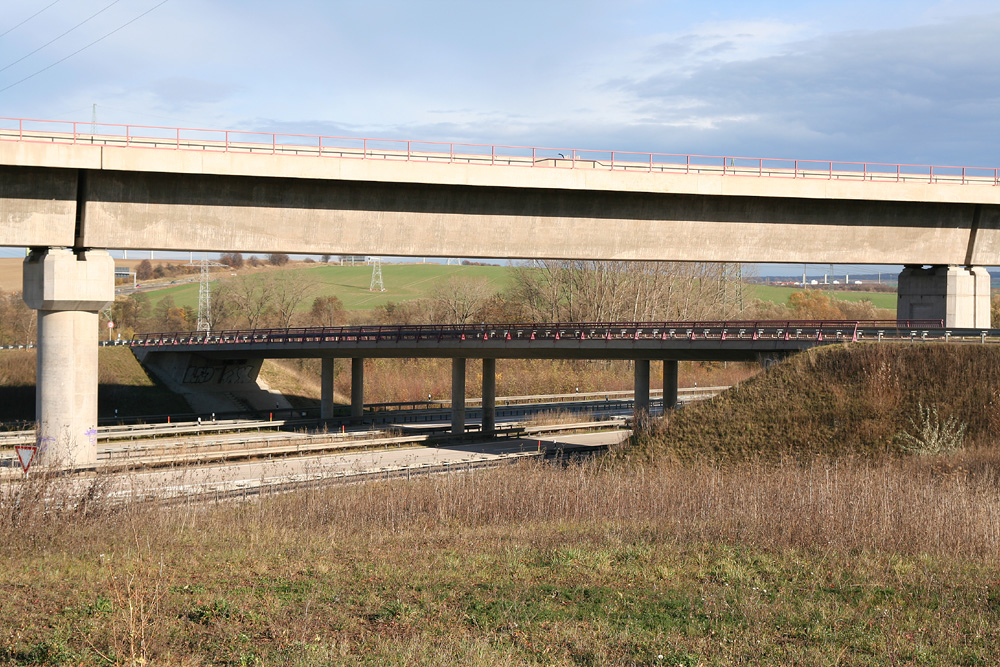
Die Talbrücke (oben) überspannt sowohl die Autobahn (unten), als auch die Kreisstraße (Mitte).

Der Überbau besteht aus einer Kette von 24 Einfeldträgern. Dadurch ist der spätere Austausch einzelner Brückensegmente möglich. Die Querschnittsform ist ein einzelliger Stahlbetonhohlkasten mit geneigten Stegen, in Längsrichtung vorgespannt. Zusätzlich ist die Fahrbahnplatte in Querrichtung vorgespannt. Bei einer Überbaubreite von 14,30 m betragen die Stützweiten 58 m, 53 m, 19 × 44 m, 3 × 58 m. Die konstante Bauhöhe von 4,50 m ist relativ groß aufgrund der erforderlichen Steifigkeit, damit die Durchbiegung gering bleibt.
Die Brücke wurde Richtung Ichtershausen teilweise (Baukilometer 94,520 bis 95,050) mit einer 2,0 m hohen Lärmschutzwand ausgerüstet werden.

## Ausführung
Der Überbau wurde feldweise mit einem Vorschubgerüst betoniert. Für die 44 m langen Felder wurde zur Herstellung zwei Wochen benötigt, die längeren Felder brauchten 2,5 Wochen Zeit. Das Gerüst bestand aus einem Spannbetontrog und einem Vorbauschnabel, der nach Fertigstellung der Brücke abgebrochen wurde.

## Betrieb

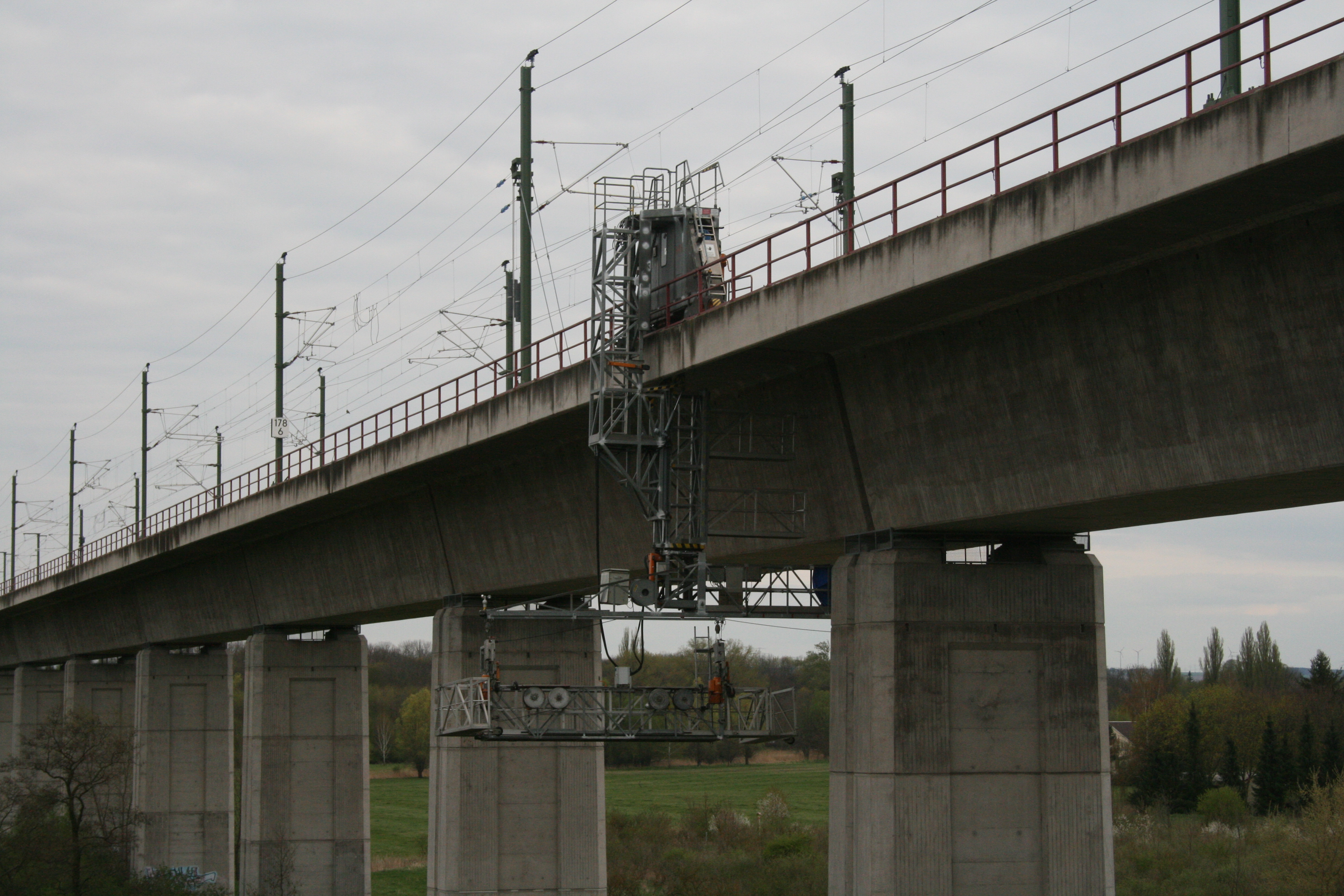
Inspektionsgerät an der Brücke, im April 2017

Die auf der Brücke verlaufende Eisenbahnstrecke ging 16 Jahre nach der Brückenfertigstellung im Dezember 2017 in Betrieb.